# Георг Штумме
Георг Штумме (нім. Georg Stumme; нар. 24 липня 1886, Хальберштадт, Саксонія — пом. 24 жовтня 1942, Ель-Аламейн, Єгипет) — німецький воєначальник часів Третього Рейху, генерал танкових військ (1940) Вермахту. Кавалер Лицарського хреста (1940).

## Біографія
Почав військову службу в 1906 році. Учасник Першої світової війни. Після демобілізації армії залишений в рейхсвері. З 1931 року — командир кавалерійського полку. З 10 листопада 1938 року — командир 2-ї легкої дивізії (з 18 жовтня 1939 року — 7-ма танкова дивізія). Учасник Польської кампанії. З 15 лютого 1940 року — командир 40-го моторизованого корпусу. Учасник Французької і Балканської кампаній, а також Німецько-радянської війни, включаючи нанесення поразки радянським військам в районі Великих Лук і битву за Москву. Влітку 1942 року готувався до наступу на південному фланзі фронту, проте у зв'язку зі справою майора Райхеля в червні 1942 року був відсторонений від командування і відданий під суд військового трибуналу. Був засуджений до 5 років тюремного ув'язнення, однак завдяки заступництву головнокомандувача групою армій «Південь» генерал-фельдмаршала Федора фон Бока помилуваний Адольфом Гітлером і відрахований в резерв. 20 вересня 1942 року направлений в Північну Африку і призначений командувачем танковою армією «Африка». 24 жовтня 1942 року помер від серцевого нападу під час битви за Ель-Аламейн: генерал на повному ходу випав з автомобіля, атакованого англійським літаком. Тіло знайшли при пошуку поранених.

## Оцінка сучасників
Георг Штумме мав прізвисько «Кульова блискавка» за різкий, непередбачуваний характер.

## Нагороди
- Залізний хрест 2-го і 1-го класу
- Хрест «За заслуги у війні» (Саксен-Мейнінген)
- Нагрудний знак «За поранення» в чорному
- Балтійський хрест
- Сілезький Орел 2-го ступеня
- Почесний хрест ветерана війни з мечами
- Медаль «За вислугу років у Вермахті» 4-го, 3-го, 2-го і 1-го класу (25 років)
- Медаль «У пам'ять 1 жовтня 1938»
- Застібка до Залізного хреста 2-го і 1-го класу
- Лицарський хрест Залізного хреста (19 липня 1940)

Військова кар'єра
- 19 березня 1906 — фанен-юнкер
- 16 серпня 1907 — лейтенант
- ? — оберлейтенант
- 18 жовтня 1915 — гауптман
- 1 жовтня 1926 — майор
- 1 лютого 1931 — оберстлейтенант
- 1 серпня 1933 — оберст
- 1 серпня 1936 — генерал-майор
- 1 квітня 1938 — генерал-лейтенант
- 1 червня 1940 — генерал кінноти
- 4 червня 1941 — генерал танкових військ